# Temporada 1974-75 de los Buffalo Braves
La temporada 1974-75 fue la quinta de los Buffalo Braves en la NBA. La temporada regular acabó con 49 victorias y 33 derrotas, ocupando el tercer puesto de la conferencia Este, clasificándose para los playoffs, en los que cayeron en semifinales de conferencia ante Washington Bullets.

## Elecciones en elDraft
| Ronda | Puesto | Jugador       | Posición  | Nacionalidad   | Universidad           |
| ----- | ------ | ------------- | --------- | -------------- | --------------------- |
| 1     | 9      | Tom McMillen  | Ala-Pívot | Estados Unidos | Maryland              |
| 3     | 45     | Kim Hughes    | Pívot     | Estados Unidos | Wisconsin             |
| 4     | 63     | Bernie Harris | Ala-Pívot | Estados Unidos | Virginia Commonwealth |

## Temporada regular
| División Atlántico | División Atlántico | División Atlántico | División Atlántico | División Atlántico | División Atlántico | División Atlántico | División Atlántico | División Atlántico |
| Equipo             | G                  | P                  | %                  | PD                 | Casa               | Fuera              | Div                |                    |
| ------------------ | ------------------ | ------------------ | ------------------ | ------------------ | ------------------ | ------------------ | ------------------ | ------------------ |
| y-Boston Celtics   | 60                 | 22                 | .732               | –                  | 28–13              | 32–9               | 17–9               |                    |
| x-Buffalo Braves   | 49                 | 33                 | .598               | 11                 | 30–11              | 19–22              | 15–11              |                    |
| x-New York Knicks  | 40                 | 42                 | .488               | 20                 | 23–18              | 17–24              | 9–17               |                    |
| Philadelphia 76ers | 34                 | 48                 | .415               | 26                 | 20–21              | 14–27              | 11–15              |                    |

## Playoffs

### Semifinales de Conferencia
Washington Bullets vs. Buffalo Braves 
| Fecha       | Partido                                    | Ciudad   |
| ----------- | ------------------------------------------ | -------- |
| 10 de abril | Washington Bullets 102, Buffalo Braves 113 | Landover |
| 12 de abril | Buffalo Braves 106, Boston Celtics 120     | Búfalo   |
| 16 de abril | Washington Bullets 111, Buffalo Braves 96  | Landover |
| 18 de abril | Buffalo Braves 108, Boston Celtics 102     | Búfalo   |
| 20 de abril | Washington Bullets 97, Buffalo Braves 93   | Landover |
| 23 de abril | Buffalo Braves 102, Boston Celtics 96      | Búfalo   |
| 25 de abril | Washington Bullets 115, Buffalo Braves 96  | Landover |
|             | Washington Bullets gana las series 4-3     |          |

## Estadísticas
| Rk | Jugador          | Edad | P  | PT | MP   | TC   | TCI  | %TC  | TL  | TLI | %TL  | RO  | RD   | RT   | AS  | RB  | TAP | BP | FP  | PTS  |
| -- | ---------------- | ---- | -- | -- | ---- | ---- | ---- | ---- | --- | --- | ---- | --- | ---- | ---- | --- | --- | --- | -- | --- | ---- |
| 1  | Bob McAdoo       | 23   | 82 |    | 43.2 | 13.4 | 26.1 | .512 | 7.8 | 9.7 | .805 | 3.7 | 10.3 | 14.1 | 2.2 | 1.1 | 2.1 |    | 3.4 | 34.5 |
| 2  | Randy Smith      | 26   | 82 |    | 36.6 | 7.4  | 15.4 | .484 | 2.9 | 3.6 | .800 | 1.2 | 3.0  | 4.2  | 6.5 | 1.7 | 0.0 |    | 3.0 | 17.8 |
| 3  | Jim McMillian    | 26   | 62 |    | 34.4 | 5.6  | 11.2 | .499 | 3.1 | 3.7 | .840 | 2.0 | 4.2  | 6.2  | 2.5 | 1.1 | 0.2 |    | 2.1 | 14.3 |
| 4  | Gar Heard        | 26   | 67 |    | 32.1 | 4.7  | 12.2 | .388 | 1.6 | 2.8 | .564 | 2.8 | 7.2  | 9.9  | 2.8 | 1.6 | 1.8 |    | 3.6 | 11.1 |
| 5  | Jack Marin       | 30   | 81 |    | 26.5 | 4.7  | 10.3 | .455 | 2.4 | 2.7 | .869 | 1.3 | 3.2  | 4.5  | 1.6 | 0.6 | 0.2 |    | 2.9 | 11.8 |
| 6  | Ernie DiGregorio | 24   | 31 |    | 23.0 | 3.3  | 7.5  | .440 | 1.1 | 1.5 | .778 | 0.2 | 1.3  | 1.5  | 4.9 | 0.6 | 0.0 |    | 2.0 | 7.8  |
| 7  | Ken Charles      | 23   | 79 |    | 21.4 | 3.0  | 6.5  | .466 | 1.5 | 1.8 | .822 | 0.9 | 1.2  | 2.1  | 2.2 | 1.1 | 0.3 |    | 2.1 | 7.6  |
| 8  | Lee Winfield     | 27   | 68 |    | 18.5 | 2.4  | 4.6  | .526 | 0.7 | 1.0 | .721 | 0.7 | 1.2  | 1.9  | 2.0 | 0.6 | 0.4 |    | 1.6 | 5.5  |
| 9  | Bob Weiss        | 32   | 76 |    | 17.6 | 1.3  | 3.4  | .391 | 0.7 | 0.9 | .806 | 0.3 | 1.1  | 1.4  | 3.4 | 1.1 | 0.3 |    | 1.9 | 3.4  |
| 10 | Jim Washington   | 31   | 42 |    | 16.0 | 1.8  | 3.9  | .475 | 0.5 | 0.9 | .553 | 1.4 | 3.3  | 4.7  | 1.0 | 0.3 | 0.3 |    | 1.9 | 4.2  |
| 11 | Dale Schlueter   | 29   | 76 |    | 12.7 | 1.2  | 2.3  | .517 | 1.1 | 1.6 | .694 | 1.0 | 2.4  | 3.5  | 1.4 | 0.2 | 0.6 |    | 2.1 | 3.5  |
| 12 | Paul Ruffner     | 26   | 22 |    | 4.7  | 1.0  | 2.1  | .468 | 0.0 | 0.2 | .200 | 0.5 | 0.5  | 1.0  | 0.3 | 0.1 | 0.1 |    | 1.0 | 2.0  |
| 13 | Bernie Harris    | 24   | 11 |    | 2.3  | 0.2  | 1.0  | .182 | 0.1 | 0.2 | .500 | 0.2 | 0.5  | 0.7  | 0.1 | 0.0 | 0.1 |    | 0.0 | 0.5  |

## Galardones y récords
| Jugador    | Galardón                                                                     |
| Bob McAdoo | MVP de la NBA Mejor quinteto de la NBA Líder de anotación de la NBA All-Star |